# Sirak Tesfom
Sirak Tesfom (10 oktober 1994) is een Eritrees wielrenner. In 2018 won Tesfom de ploegentijdrit, de tijdrit en de wegwedstrijd van de Africa Cup. Een jaar later won hij het bergklassement van de La Tropicale Amissa Bongo en het Afrikaans kampioenschap ploegentijdrit. Hij nam in 2019 deel aan de Afrikaanse Spelen waar hij een tweede plaats behaalde op de ploegentijdrit.

## palmares
2018
Africa Cup, Ploegentijdrit
Africa Cup, tijdrit
Africa Cup, wegwedstrijd
2019
Bergklassement La Tropicale Amissa Bongo
 Afrikaans kampioenschap, ploegentijdrit
 Afrikaans kampioenschap, tijdrit
 Afrikaanse Spelen, tijdrit

## Ploegen
- 2019 –  Bike Aid (vanaf 26-6)